# Till Wöschler
Till Wöschler (né le 9 juin 1991 à Dudweiler) est un athlète allemand, spécialiste du lancer de javelot.

## Carrière
Pour son premier grand championnat, il se place second et donc vice-champion d'Europe junior lors des championnats d'Europe junior de 2009 de Novi Sad avec un jet à 73,66 m, il est devancé par un autre allemand, Andreas Hofmann. L'année suivante, il participe aux championnats du monde junior d'athlétisme 2010 avec un record de 78,64 m obtenu à Sarrebruck le 22 mai 2010 ; il remporte la compétition qui se déroulait à Moncton, en améliorant de près de 4 mètres son record, soit 82,52 m, nouveau record junior d'Allemagne. En mai 2011, il expédie son javelot à 83,65 m lors des championnats de l'Ouest Palatinat soit la deuxième meilleure performance mondiale de tous les temps et de l'année derrière les 84,47 m du letton Zigismunds Sirmais,. Lors d'un meeting à Halle le 21 mai qui voit un nouveau record du monde réalisé par Betty Heidler, il prouve ses progrès en remportant le concours, lançant son javelot à 80,93 m, devançant notamment Matthias de Zordo.
Il met fin à sa carrière en 2016, après plusieurs années de blessures, à 25 ans.

## Palmarès
| Date | Compétition                   | Lieu     | Résultat | Performance |
| ---- | ----------------------------- | -------- | -------- | ----------- |
| 2009 | Championnats d'Europe junior  | Novi Sad | 2e       | 73,66 m     |
| 2010 | Championnats du monde junior  | Moncton  | 1re      | 82,52 m     |
| 2011 | Championnats d'Europe espoirs | Ostrava  | 1er      | 84,38 m     |

### Records
| Épreuve           | Performance | Lieu    | Date            |
| ----------------- | ----------- | ------- | --------------- |
| Lancer de javelot | 84,38 m     | Ostrava | 16 juillet 2011 |